# 新竹客運新竹站
新竹客運、捷乘客運與亦捷科際新竹站是新竹客運設於新竹市中華路二段的場站，與湖口站的分類同為新竹地區。
新竹站現有兩處較大的站體，分別為新竹總站及新竹北站(2024年11月1日改由捷乘客運與亦捷科際租用)。
旅客可搭乘各路線前往：
- 新竹縣：竹北市、竹東鎮、芎林鄉、新豐鄉、關西鎮、新埔鎮、湖口鄉、寶山鄉、橫山鄉
- 桃園市：中壢區、平鎮區、龍潭區

## 新竹總站
新竹總站地址是新竹市東區中華路二段471號，現有站址前身為台汽新竹站，2024年11月1日亦捷科際接手新竹客運公路客運路線後5608、5614、5615、5673改新竹北站搭乘。

### 月台
新竹總站現有二處月台，其中一處位於站內，另一處月台位於中華路上。

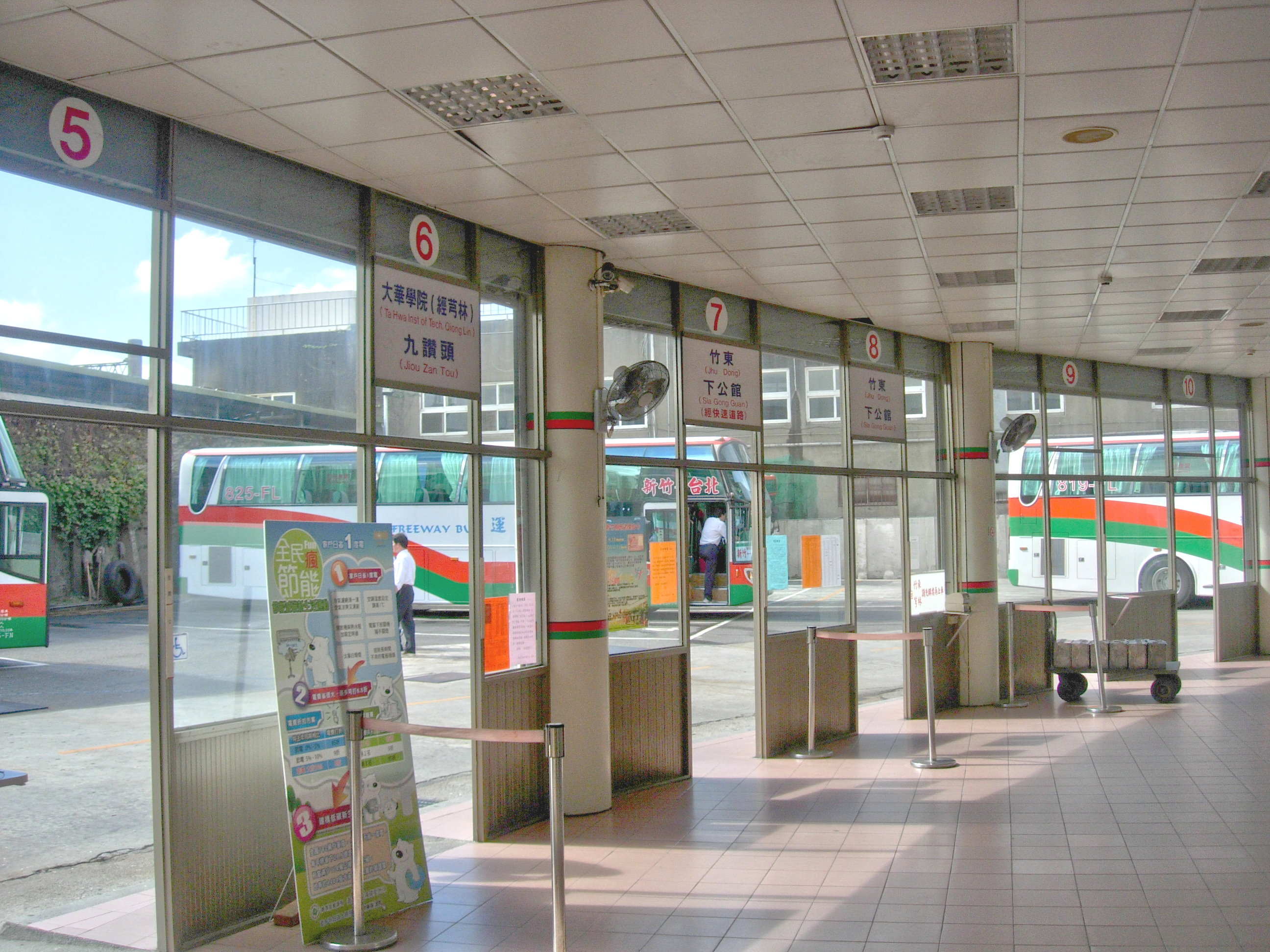
新竹總站內部月台

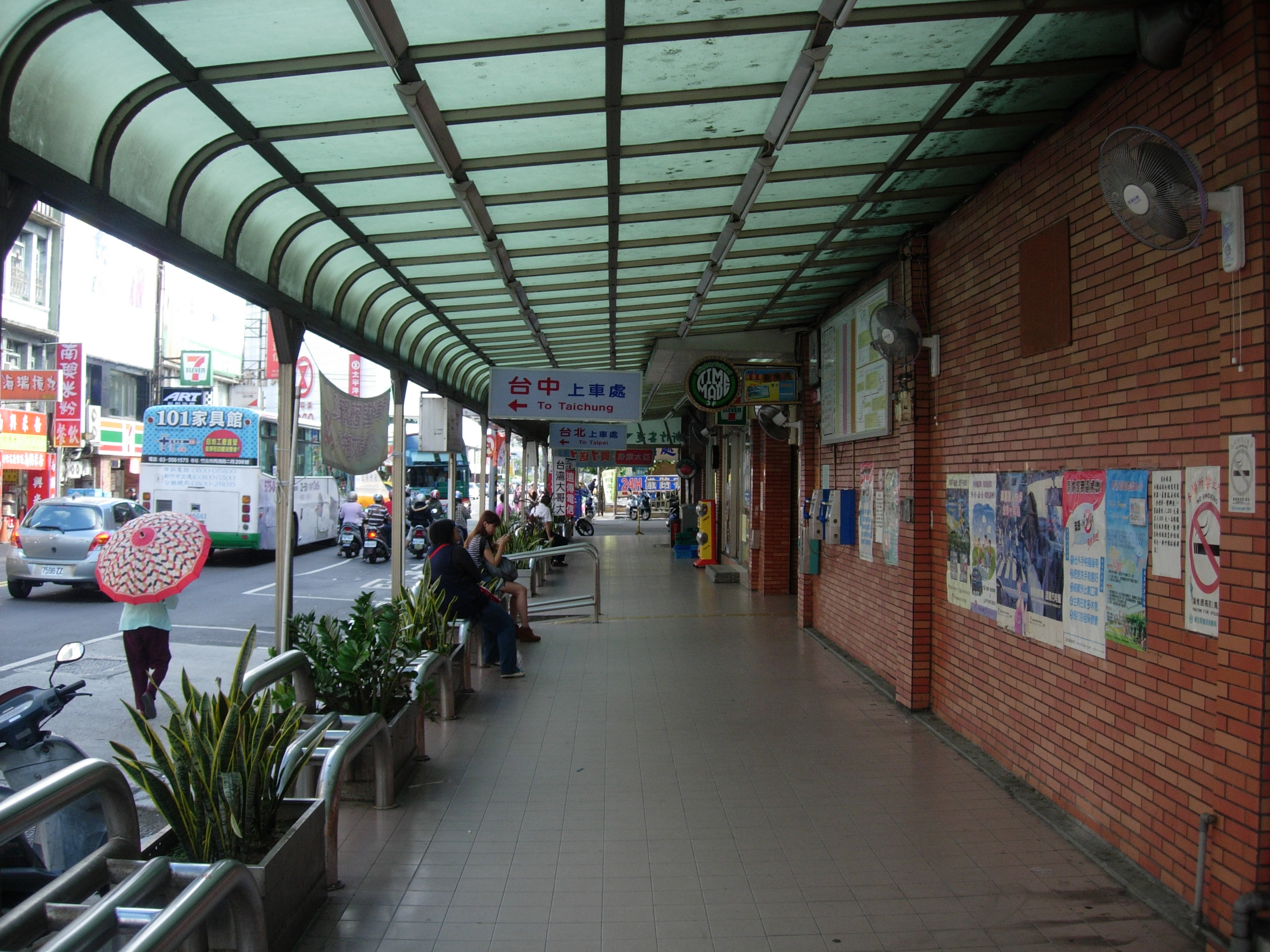
新竹總站中華路月台

- 站內月台有10個出入口，現在已經停用
- 站外月台有1個出入口：
  - 10 成德高中
  - 12莊厝
  - 20 普天宮

### 路線

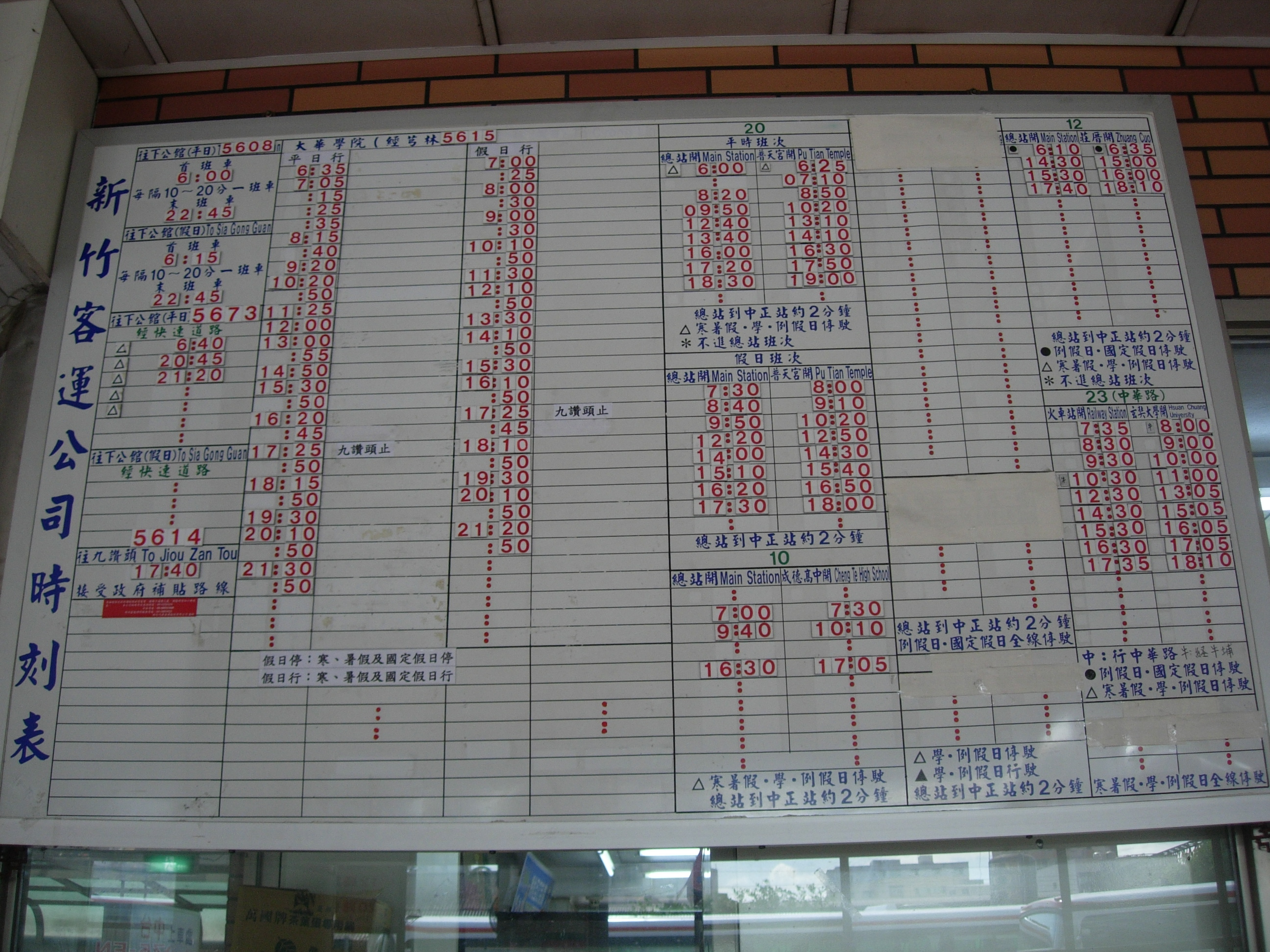
新竹總站時刻表

- 市區公車路線：
  - 【10】總站－成德高中
  - 【12】總站－莊厝
  - 【20】總站－普天宮

## 新竹北站
新竹北站地址是新竹市東區中華路二段417號(新竹客運商業大樓對面)，2024年11月1日改由捷乘客運與亦捷科際租用接手，5608、5614、5615、5673改本站發車

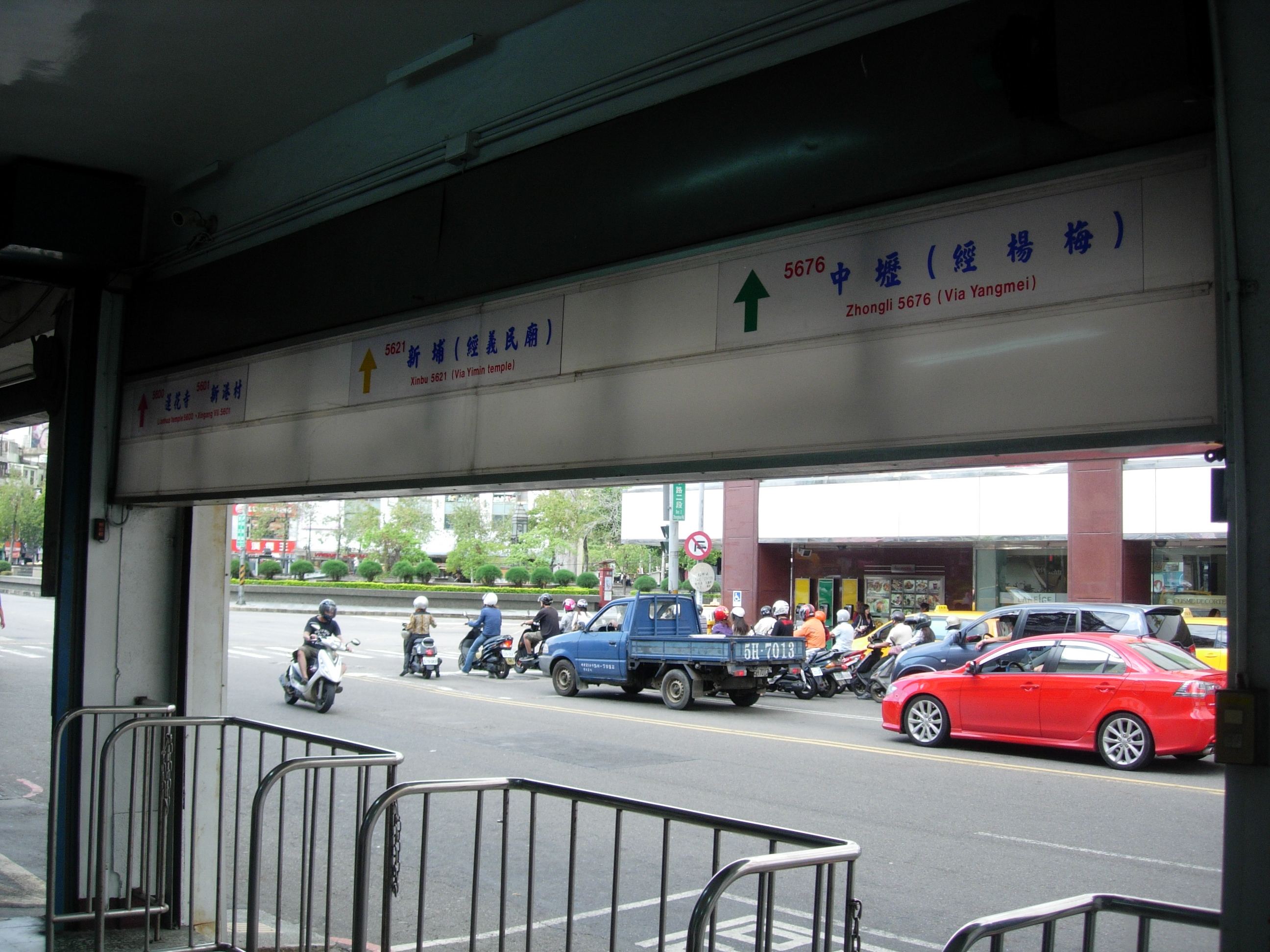
新竹北站月台

### 月台
月台已裁撤降級為站牌，廁所、站務人員辦公室及休息區座位皆已移除

### 路線
- 一般公路客運
  - 5605：新竹－新庄子（經新豐球場，2024年11月1日由亦捷科際接駛）
  - 5606：新竹－新庄子（經新豐，2024年11月1日由亦捷科際接駛）
  - 5608：新竹－下公館 （經關東橋，2024年11月1日改本站發車，由捷乘客運代駛）
  - 5612：湖口－新竹（經鳳山村，2024年11月1日由亦捷科際接駛）
  - 5614：新竹－九讚頭 （經芎林，2024年11月1日改本站發車，由亦捷科際接駛）
  - 5615：新竹－敏實科大 （經芎林，2024年11月1日改本站發車，由亦捷科際接駛）
  - 5619：新竹－關西（經犁頭山，2024年11月由亦捷科際接駛）
  - 5620：新竹－中壢（經關西，2024年11月1日由亦捷科際復駛）
  - 5621：新竹－新埔（經義民廟，2024年11月1日由亦捷科際接駛）
  - 5622：新竹－湖口（經新豐，2024年11月1日由亦捷科際接駛）
  - 5673：新竹－下公館 （經快速道路，2024年11月1日改本站發車，由捷乘客運代駛）
- 寶山鄉幸福巴士
  - 新城B線：台大醫院－吉利山莊 （2025年1月1日由捷乘客運開辦）
- 新竹縣快捷公車
  - 快捷9號：勝利八街－新竹高商（2025年2月11日由亦捷科際試營運，但早上班次因司機調度無法開出被新竹縣政府解約並協調捷乘客運代駛）
- 遠東巨城購物中心接駁車：新竹車站－Big City遠東巨城購物中心

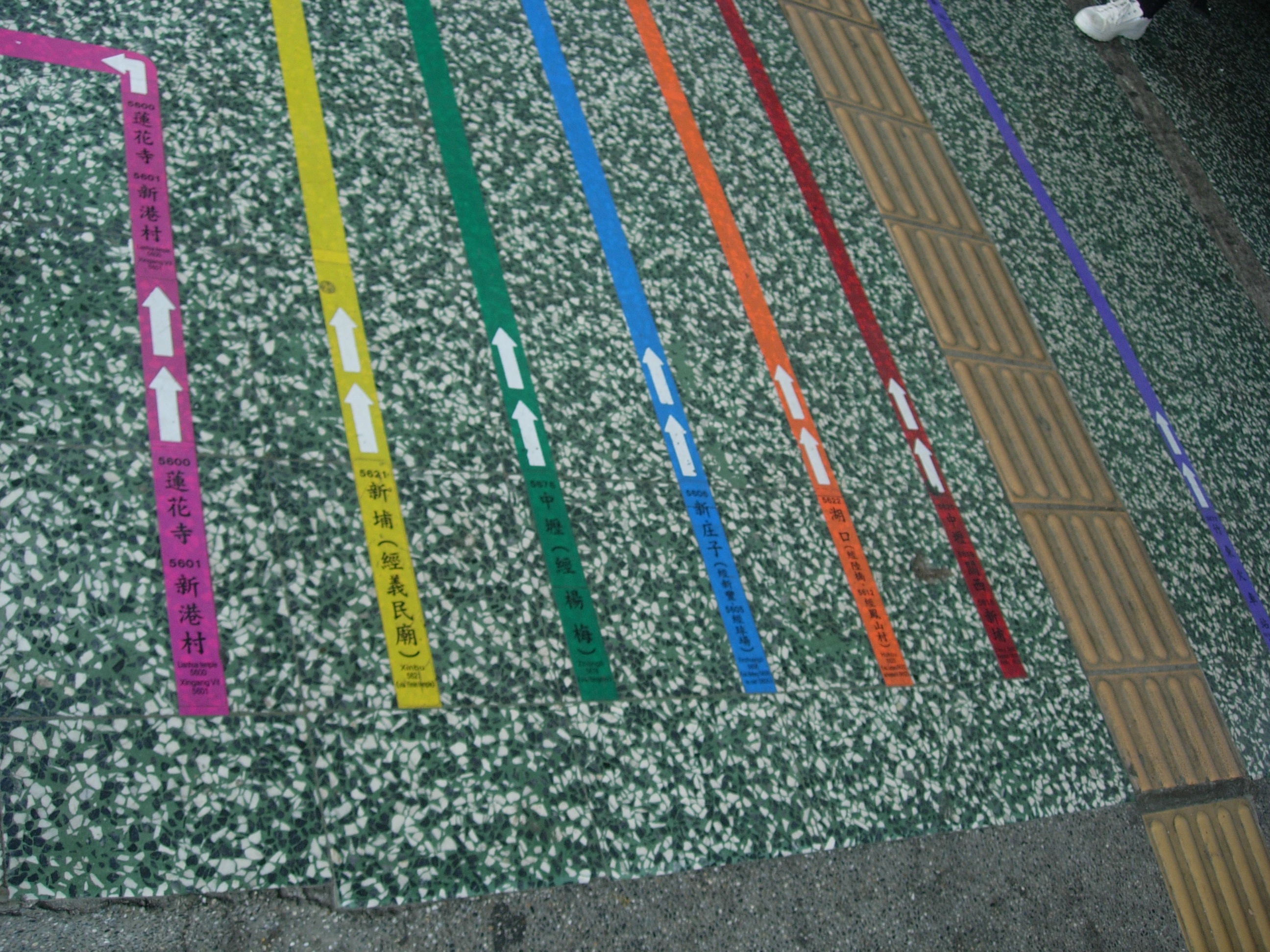
新竹北站地面之指示線

乘車處為北站附近之專用候車亭

## 其它乘車處
除了新竹總站、新竹北站外，新竹客運之新竹站依路同不同，尚有不同搭車處
- 民族路上站牌：
  - 市區1路：火車站－竹中
  - 市區2路：火車站－交大光復校區(部分班次不停清大站)
  - 市區2路：火車站－交大光復校區(繞建功路)
  - 市區15路：火車站－南寮(部分班次延駛直銷中心)
  - 市區27路：火車站－荷蘭村
  - 市區31路：總站－科園社區

- 中正路上站牌：
  - 市區10路：總站－成德高中
  - 市區11路：火車站－金元寶
  - 市區11甲：火車站－上寮
  - 市區12路：火車站－莊厝
  - 市區16路：火車站－台大醫院新竹分院
  - 市區20路：總站－普天宮
  - 市區23路：火車站－玄奘大學

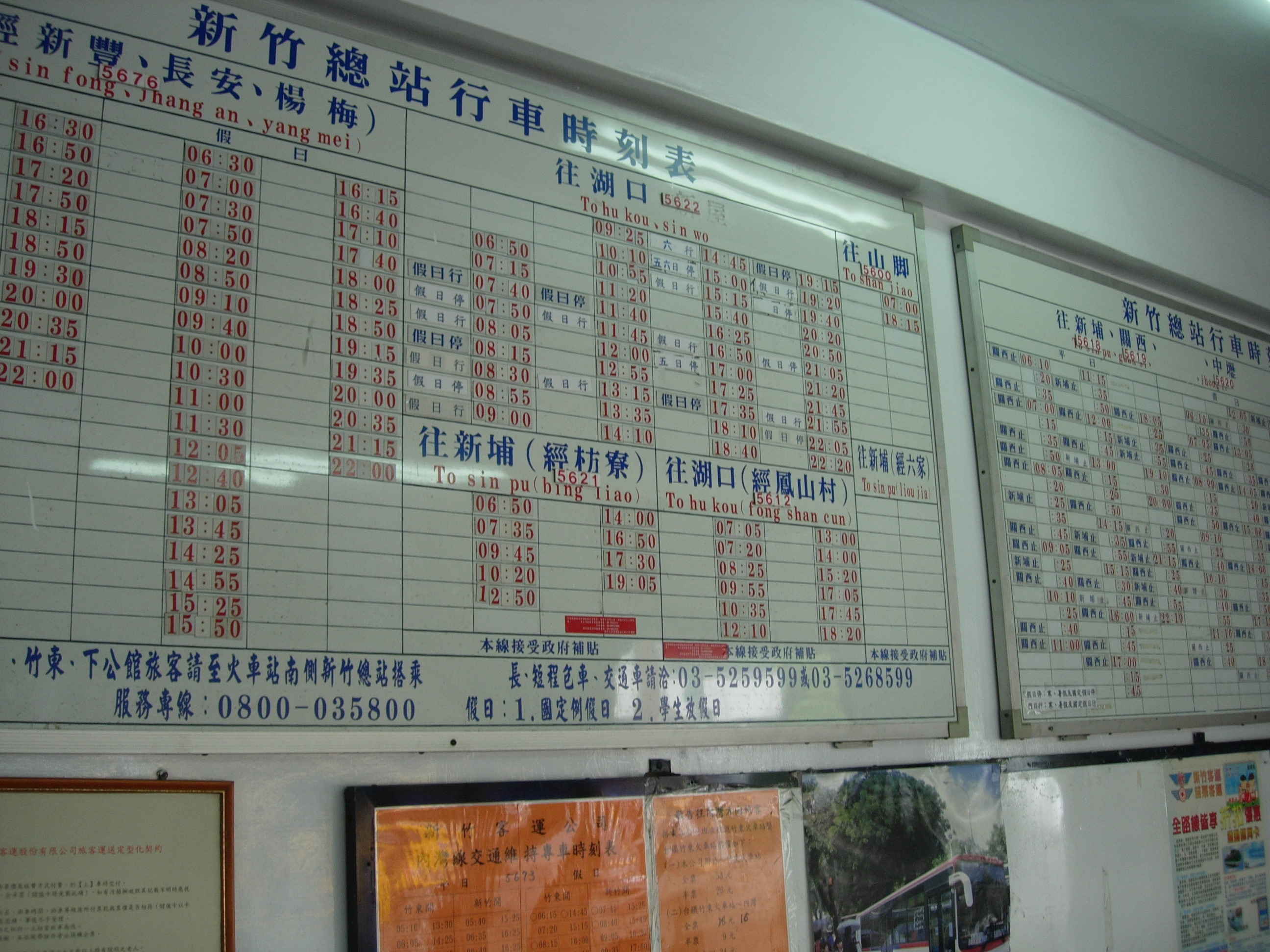
新竹北站時刻表

  - 寶山鄉幸福巴士三峰線：新竹－三峰（原5602，經雙溪，2024年11月1日由捷乘客運代駛，2025年1月1日轉型幸福公車）
  - 寶山鄉幸福巴士新城A線：新竹－新城 (原5603，2024年11月1日由捷乘客運代駛，2025年1月1日轉型幸福公車）
  - 5604：新竹－內湖（經茄苳湖，2024年11月1日由亦捷科際接駛）

- 新竹轉運站上站處：
  - 9003：新竹－台北（與三重客運聯營）
  - 9010：新竹－台中（與台中客運聯營）

## 車站週邊
- 台鐵新竹車站
- 站前廣場
- 新竹轉運站
- 站前商圈
- 竹塹城東門（迎曦門）
- 新竹青山宮
- 新竹市鐵道藝術村
- 台1線（中華路）
- 護城河
- 新竹女中

## 資料來源
1. ↑  新竹站地址 的存檔，存档日期2011-10-24.
2. ↑  新竹北站地址[永久]
3. ↑  火車站週邊搭車示意圖 的存檔，存档日期2011-11-15.

## 外部連結
- 新竹客運公司 （页面存档备份，存于）